# 亞斯特魯布納 (文尼察州)
48°34′35″N 27°38′21″E / 48.57639°N 27.63917°E
亞斯特魯布納（烏克蘭語：Яструбна），是烏克蘭西南部的村莊，隸屬文尼察州的莫希利夫-波迪利斯基区亚雷希夫市镇。該村始建於1608年，面積1.3平方公里，海拔高度109米，2001年人口150，人口密度每平方公里115.38人。